# 西方の音
『西方の音』（せいほうのおと）は、日本の小説家五味康祐は、オーディオ評論家でも著名で、1964年（昭和39年）から1970年代にかけ月刊『芸術新潮』に連載されたクラシック音楽とオーディオをテーマとして綴った随筆の名称。

## 作品が生まれた経緯とその概要
五味は大阪市千日前で、映画館を経営する興行師の家庭に育ち、幼い頃からSPレコードなどで音楽に親しんでいた。戦争でレコードは全て灰燼に帰したが、終戦後しばらくして知人の家ではじめてLPレコードを聴き、その音の良さに驚き、クラシック音楽を中心とするレコード収集と、再生装置の購入のため、文筆家として身を立てることを決意する。以降、新潮社の社外校正を行ないつつ、執筆活動を続けていた折の1953年（昭和28年）、ドビュッシーの楽曲をモチーフにした小説『喪神』で芥川賞を受賞した。昭和30年代に入り、『柳生武芸帳』などの時代小説で一躍人気を得、五味は剣豪小説の大家として世に知られるようになった。
1964年（昭和39年）、五味は月刊『芸術新潮』に自身の愛好するクラシック音楽と、オーディオ機器に関する随筆『西方の音』を連載開始。これは自分の生い立ちと、愛好する西方の音楽、すなわちヨーロッパのクラシック音楽と、愛用したイギリスのタンノイ・オートグラフをはじめとするオーディオ機器について、自分の人生観に重ね合わせて綴ったものであった。意に満たぬ演奏家に対しては、読者の批判も承知の上で歯に衣着せぬ文章で一刀両断した。また、やみくもに高価なオーディオ機器を揃えるマニアに対しては批判的な意見を述べることもあったが、その一方で自身の私的な事件について吐露することもあった。裃を脱いだ五味の文章は多くの読者の共感を呼び、数多い愛読者がいた。
『西方の音』の連載は1970年代まで、32回にわたったが、不定期連載であったため、編集部では五味の記事をいつでも掲載できるように、常に枠を空けていたと言われている。

## 出版状況
- 『西方の音』は、1969年（昭和44年）にそれまで連載した記事に追加・割愛編集され新潮社で刊行（表紙はベートーヴェン）。
- 『天の聲－西方の音－』は、1976年（昭和51年）に新潮社で刊行（表紙はワーグナー）。

1980年（昭和55年）4月に五味が歿し、間もなく「オーディオ巡礼」、および『西方の音』、『天の聲』全篇に、月刊誌「潮」などに発表した音楽記事を追加した再編文庫が刊行。
 クラシック音楽関連は『五味康祐 音楽巡礼』新潮文庫、1981年（昭和56年）
 オーディオ機器関連は『五味康祐 オーディオ遍歴』新潮文庫、1982年（昭和57年）。のち各 オンデマンド版・Kindle版
- 『西方の音　音楽随想』（中公文庫、2016年、解説新保祐司）、新編文庫
- 『五味康祐 オーディオ巡礼』（ステレオサウンド・選書版、1980年、改訂復刊2009年）、遺著で、1967年（昭和42年）から季刊誌『ステレオサウンド』に長期連載した音楽随想
- 『いい音 いい音楽』（読売新聞社、1980年／中公文庫、2010年、解説山本一力）。遺著の続編で、最晩年に連載した「一刀斎オーディオを語る」を軸にした

## 収録作品タイトル
単行本ごとに記事名を記載。表記は単行本に拠る。

### 西方の音
1. シュワンのカタログ
2. 協奏曲
3. ピアノ・ソナタ作品109
4. ペレアスとメリザンド
5. バルトーク
6. 不運なタンノイ
7. タンノイについて
8. 少年モーツァルト
9. ハンガリー舞曲
10. セレナード「ハフナー」
11. カラヤン
12. ワグナー
13. シベリウス
14. ラヴェルとドビュッシー
15. 米楽壇とオーディオ
16. 死と音楽
17. 映画『ドン・ジョヴァンニ』
18. トランジスター・アンプ
19. わがタンノイの歴史
20. ドイツ・オペラの音
21. 大阪のバイロイト祭り[1]
22. ペンデレツキの『ルカ受難曲』
23. 日本のベートーヴェン

### 天の聲－西方の音－
1. 音と沈黙
2. 音による自画像
3. 美しい音とは
4. 三島由紀夫の死
5. レコード音楽の矛盾
6. ステレオ感
7. ヨーロッパのオーディオ
8. ハルモニヤ・ムンディ[2]
9. モーツァルトの『顔』
10. マタイ受難曲
11. メサイア
12. ベートーヴェン「弦楽四重奏曲　作品131」
13. ラモ－“ガヴォット”
14. レコードと指揮者
15. マーラーの“闇”とフォーレ的夜
16. トリスタンはなぜ死んだか
17. 音楽に在る死

## オーディオ巡礼
- オーディオと人生 ※
- HiFiへの疑問
- 英国デッカ社の《デコラ》
- オーディオマニアの喜び
- 芥川賞の時計 ※
- オーディオ巡礼（一）～（三）
- ビデオ･テープの《カルメン》
- フランク《ヴァイオリン・ソナタ》 ※
- フランク《前奏曲　フーガと変奏曲》作品18 ※
- 英国《グッドマン》のスピーカー
- シューベルト《幻想曲》作品159 ※
- FM放送
- ヘンデル《ヴァイオリン・ソナタ》※
- オーディオ愛好家の五条件 ※
- オーディオの真髄 ※
- ラフマニノフ《交響曲第二番》
- バッハ《マタイ受難曲》
- ラヴェル《逝ける王女の為のパヴァーヌ》
- ベートーヴェン《第九交響曲》
- 名盤のコレクション ※
- フランク《オルガン六曲集》
- ラヴェル《ダフニスとクローエ》第二組曲
- 続オーディオ巡礼（一）～（三）
- わがタンノイ・オートグラフ
  - 五味先生を偲んで　原田勲

※は文庫「音楽巡礼」「オーディオ遍歴」に再録

## 編集された記事
以下は『西方の音』刊行に際し編集された記事を記載
- 追加された記事
  - ペンデレッキの『ルカ伝』
  - 大阪のバイロイト祭り

- 割愛された記事
  - 蓄音機の章
  - ベートーヴェン
  - ステレオの限界
  - ステレオ
  - 再生装置の限界
  - ドビュッシーと鏡
  - オルガン曲
  - ダイジェスト版とほんもの
  - FMステレオ
  - わがタンノイの歴史2

## 再編集版
単行本ごとに記事名を記載。表記は単行本に拠る。括弧内は追加記事の初出記録。

### 五味康祐 音楽巡礼
1. バルトーク
2. 少年モーツァルト
3. シベリウス
4. ラヴェルとドビュッシー
5. 死と音楽
6. 日本のベートーヴェン
7. フランク『ヴァイオリン・ソナタ』　（季刊「ステレオサウンド」第22号）
8. フランク『前奏曲　フーガと変奏曲』作品18　（季刊「ステレオサウンド」第23号）
9. シューベルト『幻想曲』作品159　（季刊「ステレオサウンド」第25号）
10. ヘンデル『ヴァイオリン・ソナタ』　（季刊「ステレオサウンド」第27号）
11. モーツァルトの『顔』
12. マタイ受難曲
13. メサイア
14. ベートーヴェン『弦楽四重奏曲』作品131
15. ラモー“ガヴォット”
16. レコードと指揮者
17. マーラーの“闇”とフォーレ的夜
18. トリスタンはなぜ死んだか
19. 音楽に在る死

### 五味康祐 オーディオ遍歴
1. オーディオと人生　（季刊「ステレオサウンド」第1号）
2. “楽器”としてのスピーカー　（月刊「潮」1969年11月号）
3. 不運なタンノイ
4. タンノイについて
5. わがタンノイの歴史
6. トランジスター・アンプ
7. 芥川賞の時計　（季刊「ステレオサウンド」第7号）
8. ピアノ・ソナタ作品109
9. シュワンのカタログ
10. 名盤のコレクション　（季刊「ステレオサウンド」第34号）
11. 音と沈黙
12. 美しい音とは
13. レコード音楽の矛盾
14. ステレオ感
15. 米楽壇とオーディオ
16. ヨーロッパのオーディオ
17. 音による自画像
18. オーディオ愛好家の五条件　（季刊「ステレオサウンド」第28号、第29号）
19. オーディオの神髄　（別冊「コーポネントの世界」1974年）

## 日本のオーディオ界に与えた影響
- 五味はタンノイのスピーカー、オートグラフを日本人として初めて購入した。五味は本書をはじめ、たびたびタンノイに関する記事を執筆し、タンノイは五味の代名詞的存在となり、このメーカーを広く日本に広める功績を残した。
- 現在日本を代表するオーディオ雑誌とも言われる『ステレオサウンド』は、同社の会長である原田勲が五味の『西方の音』に触発されて創刊したと言われている。

## 刊行一覧
- 『西方の音』 新潮社、1969年（限定復刊1992年10月）。A5判ハードカバー判
- 『天の聲－西方の音』 新潮社、1976年。同上
- 『五味康祐 音楽巡礼』 新潮文庫、1981年
  - 『五味康祐 音楽巡礼』 新潮社、2003年。オンデマンド版
- 『五味康祐 オーディオ遍歴』 新潮文庫、1982年
  - 『五味康祐 オーディオ遍歴』 新潮社、2003年。オンデマンド版
- 『ベートーヴェンと蓄音機』角川春樹事務所・ランティエ叢書、1997年。新編再刊
- 『五味康祐 オーディオ巡礼』 ステレオサウンド・SS選書、新装復刻2009年。以下現行版
- 『いい音 いい音楽』 中公文庫、2010年
- 『西方の音　音楽随想』 中公文庫、2016年